# Flip-screen
Le flip-screen (ou flick-screen) est une technique utilisée dans les jeux vidéo, qui permet d'afficher des graphismes partie par partie. La zone de jeu (le plus souvent en vue de dessus ou de côté, parfois en vue isométrique) est divisée en multiples écrans uniques. Un seul écran fixe est affiché, dans lequel le joueur peut déplacer le personnage librement. Lorsque le personnage sort de l'écran, ou atteint un des côtés de l'écran, l'écran en cours disparait et la partie adjacente de la carte est affichée, offrant de nouveaux graphismes, lieux et ennemis,.

## Exemples
- Adventure (Atari 2600, 1979) ;
- Space Dungeon (arcade, 1981) ;
- Castle Wolfenstein (Apple II, 1981)
- Galahad and the Holy Grail (Atari 8-bit family, 1982) ;
- Pitfall! (Atari 2600, 1982) ;
- Jet Set Willy (ZX Spectrum, 1984) ;
- Prince of Persia (Apple II, 1989).

Des jeux comme The Legend of Zelda, Link's Awakening et Neutopia utilisent également la technique du flip-screen. Lors du changement d'écran, la transition est cependant effectuée avec un effet de scrolling.